# Lhünzê
Lhünzê lub Longzi (tyb. ལྷུན་རྩེ་རྫོང་།, Wylie: lhun rtse rdzong, ZWPY: Lhünzê Zong; chiń. upr. 隆子县; pinyin Lóngzǐ Xiàn) – powiat w południowej części Tybetańskiego Regionu Autonomicznego, w prefekturze Shannan. W 1999 roku powiat liczył 31 851 mieszkańców.